# Eupithecia birufata
Eupithecia birufata är en fjärilsart som beskrevs av W. Warren 1907. Eupithecia birufata ingår i släktet Eupithecia och familjen mätare. Inga underarter finns listade i Catalogue of Life.